# App store optimization
App Store Optimization (ASO) es el proceso de optimizar la ficha de una aplicación móvil (como por ejemplo aplicaciones iPhone, iPad, Android o Windows Phone) en una tienda de aplicaciones (como iTunes App Store o Google Play para Android). El ASO está fuertemente relacionado con la optimización de motores de búsqueda. En concreto, el ASO incluye el proceso de posicionar resultados en la búsqueda de una tienda de aplicaciones y en listas de aplicaciones destacadas (Rankings o Top Charts), para lograr una mayor visibilidad en las tiendas, un listing (ficha) que convierta a descarga o instalación y aumentar el número de descargas orgánicas.
Las técnicas ASO consisten principalmente en: optimizar los contenidos que aparecen en la tienda de aplicaciones; aumentar el número de descargas de la app y aumentar el número de valoraciones positivas por parte de los usuarios. La influencia de cada una de ellas en el posicionamiento varía en función de la tienda.

## Tipos de ASO
- ASO de búsqueda (Search): Este ASO es, quizás, el que más similitudes tiene con el SEO (posicionamiento en buscadores) de la web y requiere de un profundo estudio de palabras clave con diferentes herramientas ASO.
- ASO de Rankings o Top Charts
- ASO de conversión

## Factores ASO
Los factores que influyen en el ASO pueden englobarse en dos tipos:
On-Metadata. Factores que están bajo el control del desarrollador de la aplicación:
- Título de la App / App Name (App Store)
- Descripción larga y breve (Android)
- Elección de palabras clave
- Campo "Keywords" (App Store)
- Icono
- Screenshots (capturas de pantalla)
- Vídeo
- Selección de una categoría
- Cuenta del desarrollador (es importante su antigüedad y las valoraciones de las aplicaciones)

Off-Metadata. Factores que no están bajo nuestro control pero que, estableciendo una estrategia, podemos influir en ellos:
- Instalaciones (descargas) y velocidad a la que se consiguen las mismas
- Ratings o calificación dentro de la tienda de aplicaciones; volumen y velocidad
- Reviews u opiniones de los usuarios sobre la aplicación; volumen y velocidad
- Link building. Enlaces que apunten a la página de descarga de la app (Android)